# Parque de la Memoria de Buenos Aires

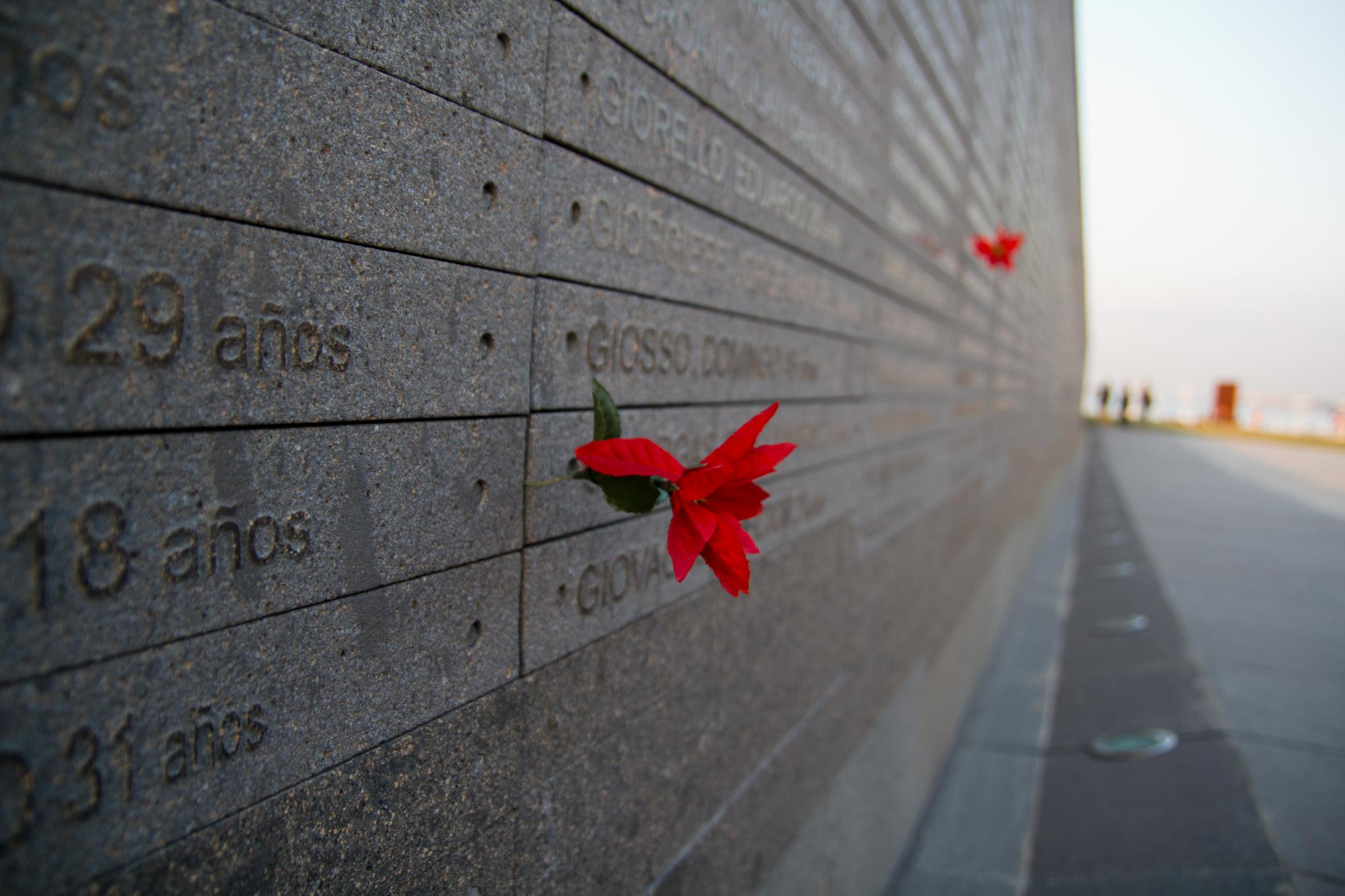
Monumento a las Víctimas del Terrorismo de Estado, con los nombres de los desaparecidos y asesinados.

El Parque de la Memoria es un espacio público ubicado frente al Río de la Plata en la zona norte de la Ciudad de Buenos Aires (Argentina) con el fin de recordar a las víctimas del terrorismo de Estado, tanto de las dictaduras cívico-militares autodenominadas como Revolución Argentina (1969-1973) y Proceso de Reorganización Nacional (1976-1983), así como también de los respectivos dos gobiernos civiles o constitucionales de Juan Domingo Perón y de su posterior viuda María Estela Martínez de Perón (1973-1976). En 2012 el Parque recibió el Premio Konex de Platino en la disciplina Entidades de Artes Visuales.

## Origen

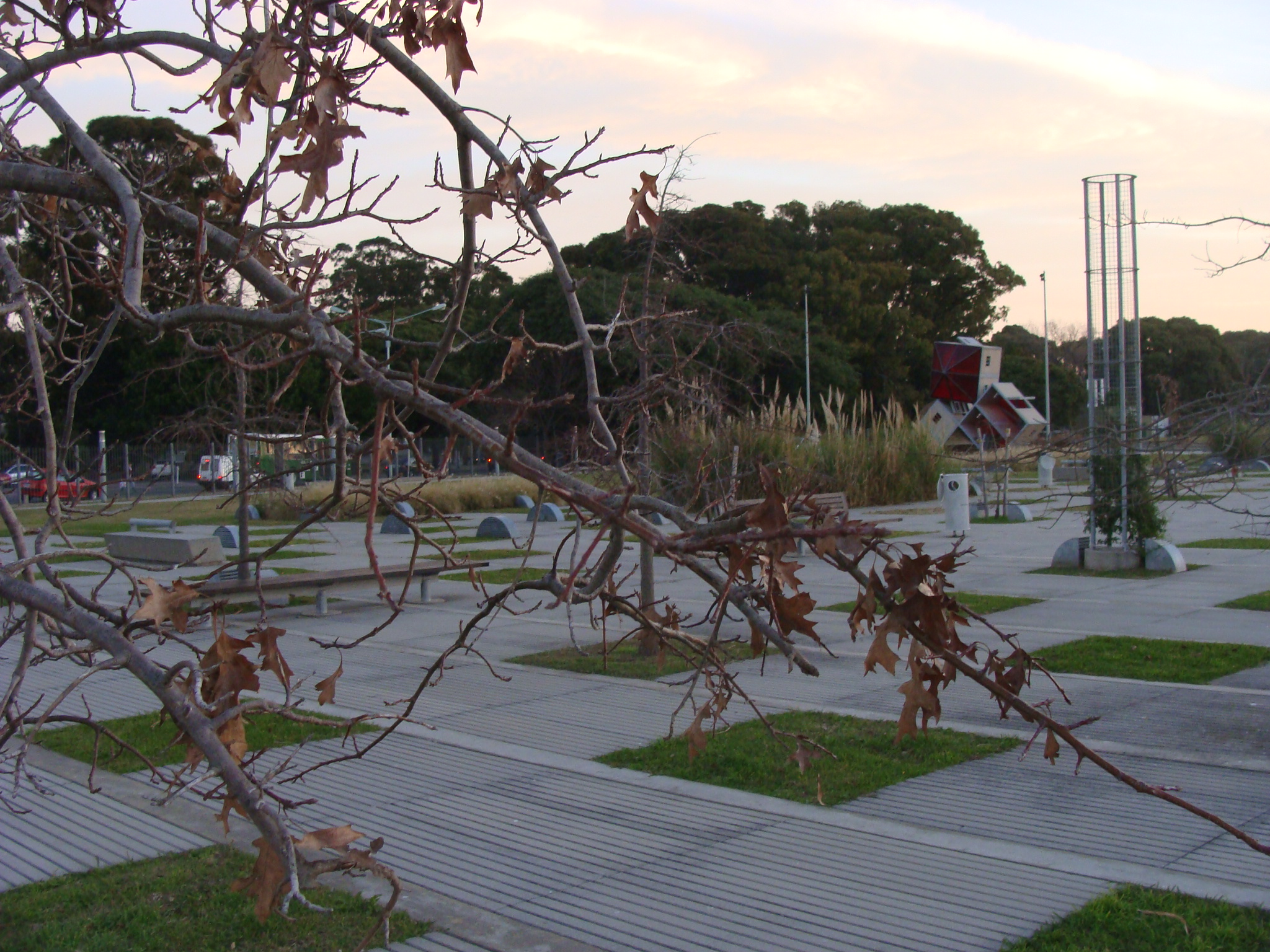
Vista parcial del parque

El Parque de la Memoria surgió como una propuesta de algunas organizaciones de derechos humanos. Su construcción fue decidida por la Legislatura de la Ciudad Autónoma de Buenos Aires mediante la ley 46 aprobada el 21 de julio de 1998. El monumento a instalarse "en homenaje a los detenidos-desaparecidos y asesinados por el terrorismo de Estado durante los años '70 e inicios de los '80, hasta la recuperación del Estado de Derecho" debía contener los nombres de los detenidos-desaparecidos y asesinados que constan en el informe producido por la Comisión Nacional sobre la Desaparición de Personas (Co.Na.Dep.), depurado y actualizado por la Subsecretaría de Derechos Humanos y Sociales del Ministerio del Interior de la Nación, los de aquellos que con posterioridad hubieran sido denunciados ante el mismo organismo, o proporcionado conjuntamente por los Organismos de Derechos Humanos." Además, contará con un espacio que permita la incorporación de los nombres de aquellos detenidos- desaparecidos o asesinados durante el período citado, que pudieran denunciarse en el futuro. La lista total de personas incluidas en ese monumento en cuestión es de 8.717: 7.664 corresponden a la dictadura que comenzó con el golpe de Estado del 24 de marzo de 1976 que estuviese encabezado por parte del general Jorge Rafael Videla, 981 pertenecen al periodo entre 1974 y 1976, en el cual la Alianza Anticomunista Argentina, creada por José López Rega en el gobierno de María Estela Martínez de Perón, realizó tareas represivas e ilegales, utilizando medios del estado para matar personas vinculadas a la ideología comunista, y 72 a los gobiernos militares que se sucedieron entre 1969 y el 25 de mayo de 1973.

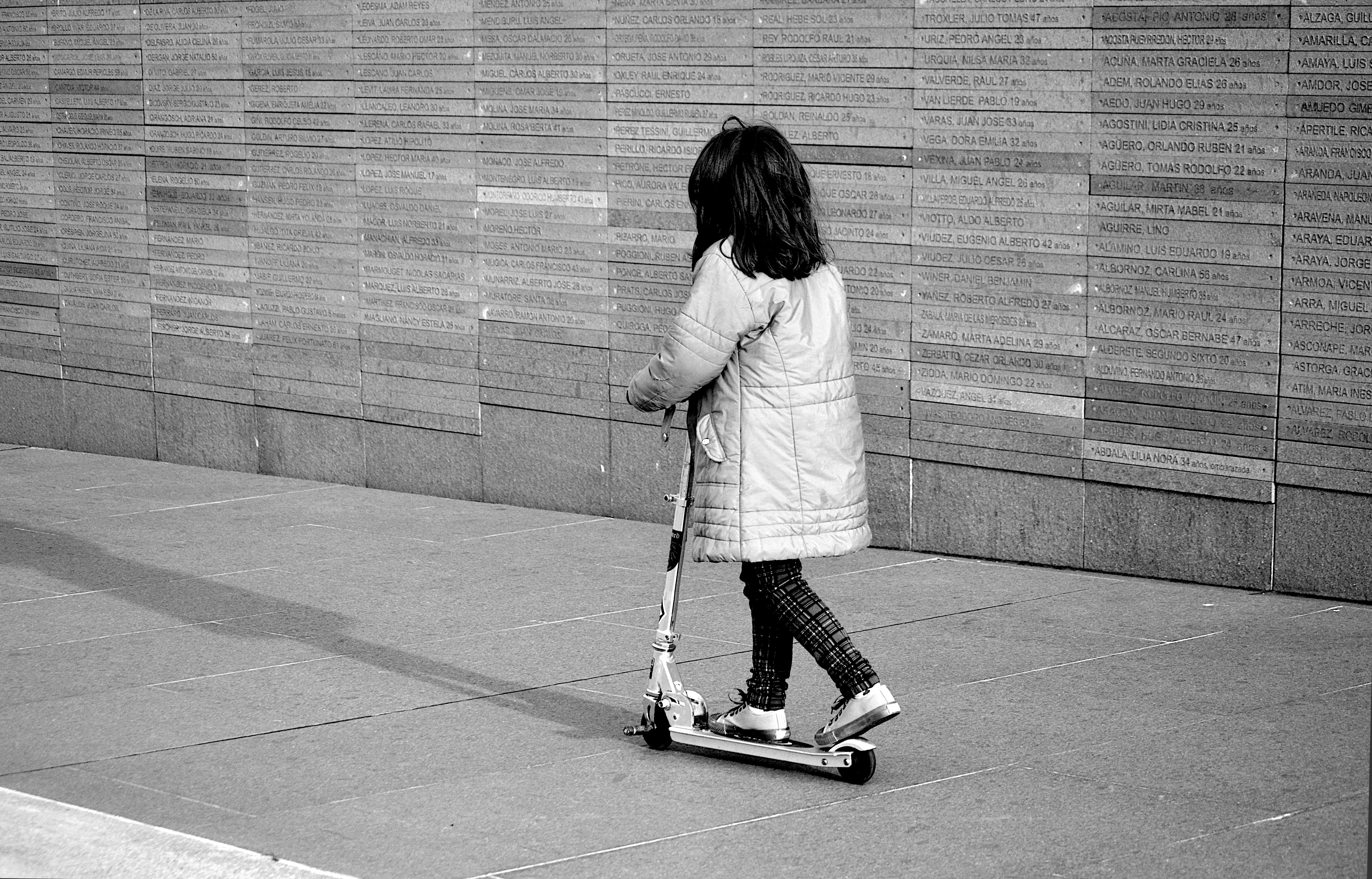
Imagen de niña en monopatín recorriendo el muro de la memoria.

El Monumento está compuesto por cuatro estelas de hormigón que contienen treinta mil placas de pórfido patagónico grabadas con los nombres de hombres, mujeres, niñas y niños víctimas de la violencia ejercida desde el Estado. Los nombres se encuentran ubicados cronológicamente, por año de desaparición y/o asesinato, y por orden alfabético; además se indica la edad de las víctimas y se señalan los casos de mujeres embarazadas.
El 30 de agosto de 2001, en coincidencia con el Día Internacional del Detenido-Desaparecido, se realizó el acto de inauguración de la Plaza de Acceso. El 7 de noviembre de 2007 quedó inaugurado el Monumento a las Víctimas del Terrorismo de Estado, con la presencia de autoridades nacionales y de la Ciudad de Buenos Aires y representantes de organismos de derechos humanos. La sanción de la Ley 3.078 de 2009 le otorgó al Parque de la Memoria un marco jurídico y administrativo permanente; la Comisión pro Monumento fue reemplazada por el Consejo de Gestión, integrado por miembros de los organismos de derechos humanos, de la Universidad de Buenos Aires (UBA) y del Gobierno de la Ciudad.
En el año 2012 se creó la base de datos de consulta pública sobre los detenidos-desaparecidos que figuran en el Monumento a las Víctimas del Terrorismo de Estado. Dos años después, el 9 de enero del 2014, el Parque de la Memoria fue declarado Monumento Histórico Nacional por la Comisión Nacional de Museos y de Monumentos y Lugares Históricos.
El parque ha recibido la visita de mandatarios extranjeros, entre ellos el entonces presidente socialista francés François Hollande, quien acompañado de los organismos de derechos humanos donde homenajeó a todos los ciudadanos franceses que fueron víctimas de la última dictadura militar argentina, y la canciller federal alemana Angela Merkel.

## Ubicación
El Parque de la Memoria está ubicado frente al Río de la Plata, sobre la Avenida Costanera Norte 6745 de la Ciudad de Buenos Aires en el punto lindante con la Ciudad Universitaria de la UBA, unos 300 metros al norte del Aeroparque, donde se halla también uno de los aeropuertos militares utilizados para los denominados vuelos de la muerte, mediante los cuales los detenidos-desaparecidos eran arrojados al mar o al Río de la Plata.

## Características
El Parque de la Memoria abarca 14 hectáreas frente al Río de la Plata y fue diseñado por el estudio de arquitectura Baudizzone-Lestard-Varas. En él se encuentra el Monumento a las Víctimas del Terrorismo de Estado y varias esculturas conmemorativas. Dicho monumento es un sendero-rampa con la forma de una herida gigantesca en el césped en dirección al río en donde están los nombres de cada uno de los desaparecidos y asesinados. Los nombres fueron colocados de tal manera de asegurarse que aún una persona de baja estatura pudiese tocarlo con la mano. Esto fue con la idea de evitar lo observado en el monumento de las víctimas de la Guerra de Vietnam, donde la gente estiraba la mano pero no lo podía alcanzar.

## Áreas de trabajo
El Parque de la Memoria cuenta con ocho áreas que llevan adelante distintas funciones y objetivos dentro del mismo, éstas son las siguientes:
- Área de administración.
- Área de artes visuales.
- Área de educación.
- Área de fin de semana.
- Área de infraestructura y mantenimiento.
- Área de investigación y monumento.
- Área de relaciones institucionales, comunicación y prensa.
- Área de secretaría.

### Área de educación
El objetivo principal del área es vincular dentro de su trabajo pedagógico a  los derechos humanos con el arte y la memoria. Para ello se llevan adelante actividades educativas de distinto tipo. Su tarea principal es la de realizar visitas guiadas dentro del parque destinadas a escuelas primarias, secundarias, universitarias y de nivel superior. 
El equipo de educación también realiza talleres y proyectos anuales vinculados a temáticas sobre Derechos Humanos tanto en el pasado como en el presente. Se destaca dentro de estos el Proyecto Afiches que durante el ciclo lectivo convoca a escuelas secundarias para trabajar con los jóvenes distintas problemáticas actuales vinculadas a los Derechos Humanos.

### Área de artes visuales
Su tarea principal es coordinar el emplazamiento de las esculturas del Parque que fueron seleccionadas en el concurso de esculturas  realizado en 1999.
Por otro lado se encarga de coordinar y llevar adelante, dentro de la Sala PAyS, el programa de exposiciones que comenzó a funcionar desde 2010. Las exposiciones que se desarrollan en  la sala se relacionan con temáticas de derechos humanos del país y del mundo conjugando el arte con la historia y la política.
Muestras destacadas
- Inventar a la intemperie. Desobediencias sexuales e imaginación política en el arte contemporáneo. Exposición colectiva: 18.09.19 - 12.12.21. Obras de Alberto Greco, Edgardo Giménez, Alberto Heredia, Humberto Rivas, Marta Minujín, Cristina Schiavi, Feliciano Centurión, Omar Schiliro, Fernanda Laguna, Marcelo Pombo, Alfredo Londaibere, Jorge Gumier Maier, Oscar Bony, Pablo Suárez, Mariela Scafati, Liliana Maresca, Marina de Caro, Ana López, Delia Cancela, Alicia Herrero, Ariadna Pastorini, Miguel Ángel Lens, Osvaldo Lamborghini, los colectivos Serigrafistas Queer, Mujeres Públicas, Costuras Urbanas, Cuerpo Puerco, Fugitivas del Desierto, Taller Popular de Serigrafía, entre muchos otros.[17]

- LUCHA DE CALLES. Imágenes y Relatos a 50 años del Cordobazo. Exposición colectiva: 22.03.19 - 09.06.19.

### Área de investigación y monumento
Esta área se encarga de organizar y actualizar la nómina del Monumento. Para ello intercambia información con distintos organismos de derechos humanos  que llevan registro del listado de víctimas. Después de muchos años de trabajo en 2012 se inauguró la Base de Datos de Consulta Pública que contiene y amplia información relacionada con la vida y al contexto de desaparición y/o asesinato de las personas que integran la nómina del monumento.

## Polémicas
La construcción e inauguración del Parque de la Memoria en homenaje a las víctimas del terrorismo de Estado género controversias en 1999 las entidades de derechos humanos CORREPI, la Asociación de Ex Detenidos Desaparecidos y la Asociación Madres de Plaza de Mayo así como cientos de artistas plásticos publicaron en el diario Página 12 una solicitada en la que criticaron la iniciativa para construir el parque ya que lo veían como un gesto de hipocresía, explicando que su construcción fue acordada por los responsables de las leyes de punto final y obediencia debida. En la solicitada exhortaron a los artistas plásticos, miembros del jurado, familiares de desaparecidos y a la sociedad en general a «rechazar este nuevo acto de hipocresía y a generar acciones que expresen el reclamo de justicia de nuestro pueblo pidiendo la derogación de la Ley de Punto final y la Ley de Obediencia Debida». En el acto realizado para la colocación de la piedra fundamental del parque las madres de desaparecidos agrupadas en la Asociación de Madres de Plaza de Mayo y algunos integrantes de la Asociación de Ex Detenidos Desaparecidos y de HIJOS (Hijos por la Identidad y la Justicia contra el Olvido y el Silencio).
Otro motivo de controversia es la inclusión de los nombres según una nota publicada en el Diario Perfil el periodista Ceferino Reato señaló que entre los nombres fueron incluidos muertos por grupos paramilitares como la Triple A;  pidiendo la remoción de la placa de Fernando Abal Medina y 52  integrantes del Ejército Revolucionario del Pueblo. Esa misma semana el dictador Videla de 86 años, condenado a prisión perpetua por crímenes de lesa humanidad en Argentina, en una carta al diario La Nación negó las afirmaciones del Ceferino Reato.
 Por otro lado, la justicia argentina al realizar los juicios por delitos de lesa humanidad en Argentina dictaminó que los crímenes cometidos por el grupo paramilitar Triple A son delitos de lesa humanidad, por la vinculación de la organización con el Ministerio de Bienestar Social.

## Esculturas
Las esculturas son 17: doce elegidas por concurso y otras cinco pertenecientes a artistas con un compromiso especial con la lucha por los derechos humanos. Las mismas fueron realizadas por parte de los siguientes artistas en particular (en orden alfabético):
- Claudia Fontes (Reconstrucción del retrato de Pablo Míguez).
- Dennis Oppenheim (Monumento al escape).
- Germán Botero (Huaca).
- Grupo de arte callejero (Carteles de la memoria).
- Jenny Holzer (Sin título).
- Juan Carlos Distéfano (Por gracia recibida).
- Leo Vinci (Presencia).
- Magdalena Abakanowicz (Figuras caminando).
- Marie Orensanz (Pensar es un hecho revolucionario).
- Marjetica Potrc (La casa de la historia).
- Nicolás Guagnini (30.000).
- Norberto Gómez (Torres de la memoria).
- Nuno Ramos (Olimpo).
- Per Kirkeby (Memoria espacial).
- Rini Hurkmans (Pietà de Argentina).
- Roberto Aizenberg (Sin título).
- William Tucker (Victoria).

En el año 2001 se emplazaron las obras Oppenheim y Tucker. Dos años después, en 2003, la escultura de Aizenberg. En noviembre de 2009 la escultura de Guagnini. En 2010 las esculturas del Grupo de Arte Callejero (GAC), Claudia Fontes y Marie Orensanz. El artista León Ferrari donó en 2011 su obra "A los derechos humanos..." y por último en 2012 se emplazó la escultura de Norberto Gómez.

## Otros parques de la memoria
Este no es el único, existen otros monumentos similares y con el mismo sentido, el recordar y honrar la memoria de víctimas de la represión.
España
- Parque de la Memoria de Sartaguda. Ubicado en Sartaguda, Navarra, recuerda a las víctimas de la Guerra Civil en Navarra.

Alemania
- Monumento a los judíos de Europa asesinados. Ubicado en Berlín, en recuerdo de los aproximados seis millones de judíos que sobre todo entre 1942 y 1945 terminaron siendo víctimas del Holocausto (Shoá) perpetrado por parte de la Alemania nazi.